# Centrum för Livslångt Lärande
Centrum för Livslångt Lärande, förkortat CLL eller C3L och ibland skrivet med endast c:et versalt, är ett namn som återkommer i samband med vuxenutbildningen i Sveriges kommuner, i något fall synonymt med Komvux och vanligen presenterat på respektive kommuns webbplats. 
Någon sammanhållande eller överordnad organisation har ej kunnat iakttas.[källa behövs] Högskolan i Jönköping är huvudman för Encell, som även kallas Nationellt kompetenscentrum för livslångt lärande och saknar organisatoriskt samband med rubricerade.